# Campionati mondiali di sollevamento pesi 1976
I Campionati mondiali di sollevamento pesi 1976, 50ª edizione della manifestazione, si svolsero a Montréal dal 18 al 27 luglio 1976. Il torneo faceva parte dei Giochi della XXI Olimpiade e, per la quarta volta, erano validi anche per il titolo mondiale. Per la seconda volta nell'ambito della competizione olimpica, i titoli mondiali furono assegnati, oltre che nel totale dell'esercizio, anche nelle specialità della disciplina.

## Squalifiche
Le competizioni furono caratterizzate da otto squalifiche:
- Zbigniew Kaczmarek nei pesi leggeri e Valentin Hristov nei pesi massimi, che vinsero la gara;
- Blagoj Blagoev nei pesi massimi leggeri, che giunse secondo;
- Phil Grippaldi nei pesi mediomassimi e Mark Cameron nei pesi massimi, che giunsero quarti;
- Petr Pavlásek nei pesi supermassimi, che giunse sesto, risultò positivo agli steroidi anabolizzanti;
- Dragomir Cioroslan nei pesi medi, che giunse quarto, risultò positivo alla fencamfamina;
- Arne Norrback nei pesi piuma, che non terminò la gara, risultò positivo all'efedrina.[2]

## Titoli in palio
| Categoria            | Eventi         | Atleti |
| -------------------- | -------------- | ------ |
| Pesi mosca           | Fino a 52 kg   | 23     |
| Pesi gallo           | Fino a 56 kg   | 24     |
| Pesi piuma           | Fino a 60 kg   | 17     |
| Pesi leggeri         | Fino a 67.5 kg | 23     |
| Pesi medi            | Fino a 75 kg   | 17     |
| Pesi massimi leggeri | Fino a 82.5 kg | 17     |
| Pesi mediomassimi    | Fino a 90 kg   | 19     |
| Pesi massimi         | Fino a 110 kg  | 22     |
| Pesi supermassimi    | Oltre i 110 kg | 11     |

## Calendario eventi
Le nove gare erano distribuite in dieci giorni, con una pausa il 23 luglio.
| Giorno→ Categoria ↓ | Do 18 | Lu 19 | Ma 20 | Me 21 | Gi 22 | Ve 23 | Sa 24 | Do 25 | Lu 26 | Ma 27 |
| ------------------- | ----- | ----- | ----- | ----- | ----- | ----- | ----- | ----- | ----- | ----- |
| 52 kg               | ●     |       |       |       |       |       |       |       |       |       |
| 56 kg               |       | ●     |       |       |       |       |       |       |       |       |
| 60 kg               |       |       | ●     |       |       |       |       |       |       |       |
| 67,5 kg             |       |       |       | ●     |       |       |       |       |       |       |
| 75 kg               |       |       |       |       | ●     |       |       |       |       |       |
| 82,5 kg             |       |       |       |       |       |       | ●     |       |       |       |
| 90 kg               |       |       |       |       |       |       |       | ●     |       |       |
| 110 kg              |       |       |       |       |       |       |       |       | ●     |       |
| +110 kg             |       |       |       |       |       |       |       |       |       | ●     |

## Nazioni partecipanti
Le nazioni che hanno partecipato ai campionati furono 46 per un totale di 173 atleti partecipanti. Tra questi, la suddivisione continentale è la seguente: 103 atleti europei, 35 americani, 2 africani, 27 asiatici e 6 oceaniani. Tra parentesi i partecipanti per nazione.
- Australia (3)
- Austria (5)
- Belgio (1)
- Brasile (1)
- Bulgaria (9)
- Canada (4)
- Cecoslovacchia (7)
- Colombia (2)
- Corea del Nord (3)
- Cuba (9)
- Danimarca (1)
- Egitto (2)
- Filippine (1)
- Finlandia (5)
- Francia (8)
- Germania Est (7)
- Germania Ovest (6)
- Giappone (9)
- Grecia (4)
- Guatemala (1)
- India (1)
- Indonesia (1)
- Iran (7)
- Islanda (1)
- Israele (1)
- Italia (1)
- Messico (1)
- Nicaragua (2)
- Norvegia (2)
- Nuova Zelanda (3)
- Pakistan (2)
- Panama (2)
- Polonia (9)
- Porto Rico (2)
- Regno Unito (9)
- Rep. Dominicana (2)
- Romania (1)
- Singapore (1)
- Spagna  (1)
- Stati Uniti (9)
- Svezia (5)
- Svizzera (1)
- Thailandia (1)
- Turchia (2)
- Ungheria (9)
- Unione Sovietica (9)

## Risultati
Nell'ambito dei campionati, furono stabiliti tre record mondiali: due nel totale dell'esercizio (uno di essi, nei pesi mosca, fu eguagliato) e uno nelle specialità singole.
| Evento             | Oro                | Oro              | Argento            | Argento          | Bronzo              | Bronzo           |
| 52 kg (Dettagli)   | 52 kg (Dettagli)   | 52 kg (Dettagli) | 52 kg (Dettagli)   | 52 kg (Dettagli) | 52 kg (Dettagli)    | 52 kg (Dettagli) |
| ------------------ | ------------------ | ---------------- | ------------------ | ---------------- | ------------------- | ---------------- |
| Strappo            | György Kőszegi     | 107,5 kg         | Masatomo Takeuchi  | 105,0 kg         | Aleksandr Voronin   | 105,0 kg         |
| Slancio            | Aleksandr Voronin  | 137,5 kg         | Mohammad Nassiri   | 135,0 kg         | György Kőszegi      | 130,0 kg         |
| Totale             | Aleksandr Voronin  | 242,5 kg         | György Kőszegi     | 237,5 kg         | Mohammad Nassiri    | 235,0 kg         |
| 56 kg (Dettagli)   |                    |                  |                    |                  |                     |                  |
| Strappo            | Norajr Nurikjan    | 117,5 kg         | Grzegorz Cziura    | 115,0 kg         | Leszek Skorupa      | 112,5 kg         |
| Slancio            | Norajr Nurikjan    | 145,0 kg         | Kenkichi Andō      | 142,5 kg         | Imre Földi          | 140,0 kg         |
| Totale             | Norajr Nurikjan    | 262,5 kg         | Grzegorz Cziura    | 252,5 kg         | Kenkichi Andō       | 250,0 kg         |
| 60 kg (Dettagli)   |                    |                  |                    |                  |                     |                  |
| Strappo            | Nikolaj Kolesnikov | 125,0 kg         | Kazumasa Hirai     | 125,0 kg         | Georgi Todorov      | 122,5 kg         |
| Slancio            | Nikolaj Kolesnikov | 160,0 kg         | Georgi Todorov     | 157,5 kg         | Takashi Saitō       | 152,5 kg         |
| Totale             | Nikolaj Kolesnikov | 285,0 kg         | Georgi Todorov     | 280,0 kg         | Kazumasa Hirai      | 275,0 kg         |
| 67,5 kg (Dettagli) |                    |                  |                    |                  |                     |                  |
| Strappo            | Petro Korol'       | 135,0 kg         | Daniel Senet       | 135,0 kg         | Kazimierz Czarnecki | 130,0 kg         |
| Slancio            | Petro Korol'       | 170,0 kg         | Günter Ambraß      | 170,0 kg         | Yatsuo Shimaya      | 165,0 kg         |
| Totale             | Petro Korol'       | 305,0 kg         | Daniel Senet       | 300,0 kg         | Kazimierz Czarnecki | 295,0 kg         |
| 75 kg (Dettagli)   |                    |                  |                    |                  |                     |                  |
| Strappo            | Jordan Mitkov      | 145,0 kg         | Peter Wenzel       | 145,0 kg         | Vardan Militosyan   | 145,0 kg         |
| Slancio            | Jordan Mitkov      | 190,0 kg         | Vardan Militosyan  | 185,0 kg         | Peter Wenzel        | 182,5 kg         |
| Totale             | Jordan Mitkov      | 335,0 kg         | Vardan Militosyan  | 330,0 kg         | Peter Wenzel        | 327,5 kg         |
| 82,5 kg (Dettagli) |                    |                  |                    |                  |                     |                  |
| Strappo            | Valerij Šarij      | 162,5 kg         | Trendafil Stojčev  | 162,5 kg         | Péter Baczakó       | 157,5 kg         |
| Slancio            | Rolf Milser        | 205,0 kg         | Valerij Šarij      | 202,5 kg         | Trendafil Stojčev   | 197,5 kg         |
| Totale             | Valerij Šarij      | 365,0 kg         | Trendafil Stojčev  | 360,0 kg         | Péter Baczakó       | 345,0 kg         |
| 90 kg (Dettagli)   |                    |                  |                    |                  |                     |                  |
| Strappo            | David Rigert       | 170,0 kg         | Lee James          | 165,0 kg         | Michel Broillet     | 165,0 kg         |
| Slancio            | David Rigert       | 212,5 kg         | Atanas Šopov       | 205,0 kg         | Lee James           | 197,5 kg         |
| Totale             | David Rigert       | 382,5 kg         | Lee James          | 362,5 kg         | Atanas Šopov        | 360,0 kg         |
| 110 kg (Dettagli)  |                    |                  |                    |                  |                     |                  |
| Strappo            | Krăstju Semerdžiev | 170,0 kg         | Tadeusz Rutkowski  | 167,5 kg         | Russ Prior          | 167,5 kg         |
| Slancio            | Jurij Zajcev       | 220,0 kg         | Pierre Gourrier    | 215,0 kg         | Krăstju Semerdžiev  | 215,0 kg         |
| Totale             | Jurij Zajcev       | 385,0 kg         | Krăstju Semerdžiev | 385,0 kg         | Tadeusz Rutkowski   | 377,5 kg         |
| +110 kg (Dettagli) |                    |                  |                    |                  |                     |                  |
| Strappo            | Vasilij Alekseev   | 185,0 kg         | Bruce Wilhelm      | 172,5 kg         | Gerd Bonk           | 170,0 kg         |
| Slancio            | Vasilij Alekseev   | 255,0 kg         | Gerd Bonk          | 235,0 kg         | Ján Nagy            | 227,5 kg         |
| Totale             | Vasilij Alekseev   | 440,0 kg         | Gerd Bonk          | 405,0 kg         | Helmut Losch        | 387,5 kg         |

## Medagliere

### Grandi (totale)
Riferito al totale dell'esercizio: 9 nazioni sono entrate nel medagliere.
| Posiz. | Nazione          | Oro | Argento | Bronzo | Totale |
| ------ | ---------------- | --- | ------- | ------ | ------ |
| 1      | Unione Sovietica | 7   | 1       | 0      | 8      |
| 2      | Bulgaria         | 2   | 3       | 1      | 6      |
| 3      | Germania Est     | 0   | 1       | 2      | 3      |
| 3      | Polonia          | 0   | 1       | 2      | 3      |
| 5      | Ungheria         | 0   | 1       | 1      | 2      |
| 6      | Francia          | 0   | 1       | 0      | 1      |
| 6      | Stati Uniti      | 0   | 1       | 0      | 1      |
| 8      | Giappone         | 0   | 0       | 2      | 2      |
| 9      | Iran             | 0   | 0       | 1      | 1      |
| Totale | Totale           | 9   | 9       | 9      | 27     |

### Grandi (totale) e Piccole (Strappo e slancio)
Riferito al totale dell'esercizio e delle due specialità: 13 nazioni sono entrate nel medagliere.
| Posiz. | Nazione          | Oro | Argento | Bronzo | Totale |
| ------ | ---------------- | --- | ------- | ------ | ------ |
| 1      | Unione Sovietica | 18  | 3       | 2      | 23     |
| 2      | Bulgaria         | 7   | 6       | 4      | 17     |
| 3      | Ungheria         | 1   | 1       | 4      | 6      |
| 4      | Germania Ovest   | 1   | 0       | 0      | 1      |
| 5      | Germania Est     | 0   | 4       | 4      | 8      |
| 6      | Giappone         | 0   | 3       | 4      | 7      |
| 6      | Polonia          | 0   | 3       | 4      | 7      |
| 8      | Stati Uniti      | 0   | 3       | 1      | 4      |
| 9      | Francia          | 0   | 3       | 0      | 3      |
| 10     | Iran             | 0   | 1       | 1      | 2      |
| 11     | Canada           | 0   | 0       | 1      | 1      |
| 11     | Cecoslovacchia   | 0   | 0       | 1      | 1      |
| 11     | Svizzera         | 0   | 0       | 1      | 1      |
| Totale | Totale           | 27  | 27      | 27     | 81     |

## Classifica a squadre
Il sistema di punteggio è basato sui punti distribuiti per l'esercizio totale in base allo schema adottato nel 1973:
| Pos. | Squadra          | Punti |
| ---- | ---------------- | ----- |
| 1    | Unione Sovietica | 93    |
| 2    | Bulgaria         | 59    |
| 3    | Germania Est     | 51    |
| 4    | Giappone         | 40    |
| 4    | Cuba             | 40    |
| 6    | Polonia          | 37    |
| 7    | Ungheria         | 35    |
| 8    | Francia          | 25    |
| 9    | Cecoslovacchia   | 18    |
| 9    | Stati Uniti      | 18    |
| 11   | Iran             | 17    |
| 12   | Germania Ovest   | 15    |
| 13   | Finlandia        | 13    |
| 14   | Svezia           | 12    |
| 15   | Grecia           | 7     |
| 16   | Israele          | 6     |
| 17   | Corea del Nord   | 4     |
| 17   | Regno Unito      | 4     |
| 17   | Australia        | 4     |
| 20   | Islanda          | 3     |
| 21   | Filippine        | 2     |
| 21   | Messico          | 2     |
| 21   | Danimarca        | 2     |
| 21   | Canada           | 2     |
| 25   | Italia           | 1     |
| 25   | Austria          | 1     |
| 25   | Belgio           | 1     |

## Gare

### Fino a 52 kg.
| Pos. | Atleta                      | Peso atleta | Strappo (kg) | Strappo (kg) | Strappo (kg) | Strappo (kg) | Slancio (kg) | Slancio (kg) | Slancio (kg) | Slancio (kg) | Totale |
| Pos. | Atleta                      | Peso atleta | 1            | 2            | 3            | Pos.         | 1            | 2            | 3            | Pos.         | Totale |
| ---- | --------------------------- | ----------- | ------------ | ------------ | ------------ | ------------ | ------------ | ------------ | ------------ | ------------ | ------ |
|      | Aleksandr Voronin (URS)     | 51.85       | 100.0        | 105.0        | 107.5        |              | 130.0        | 135.0        | 137.5        |              | 242.5  |
|      | György Kőszegi (HUN)        | 51.80       | 102.5        | 107.5        | 107.5        |              | 130.0        | 130.0        | 135.0        |              | 237.5  |
|      | Mohammad Nassiri (IRI)      | 51.75       | 95.0         | 100.0        | 102.5        | 6            | 135.0        | 135.0        | 142.5        |              | 235.0  |
| 4    | Masatomo Takeuchi (JPN)     | 51.50       | 100.0        | 105.0        | 107.5        |              | 127.5        | 132.5        | 132.5        | 5            | 232.5  |
| 5    | Francisco Casamayor (CUB)   | 51.45       | 100.0        | 100.0        | 100.0        | 4            | 127.5        | 127.5        | 132.5        | 4            | 227.5  |
| 6    | Stefan Leletko (POL)        | 51.45       | 95.0         | 95.0         | 100.0        | 7            | 125.0        | 125.0        | 130.0        | 6            | 220.0  |
| 7    | Boleslav Pachol (CSK)       | 51.75       | 95.0         | 95.0         | 100.0        | 9            | 122.5        | 122.5        | 127.5        | 8            | 217.5  |
| 8    | Daniel Núñez (CUB)          | 51.80       | 92.5         | 97.5         | 97.5         | 10           | 117.5        | 122.5        | 125.0        | 9            | 215.0  |
| 9    | Salvador del Rosario (PHI)  | 51.70       | 90.0         | 95.0         | 95.0         | 11           | 122.5        | 122.5        | 127.5        | 7            | 212.5  |
| 10   | Im Jae-ho (PRK)             | 51.70       | 90.0         | 90.0         | 95.0         | 12           | 120.0        | 125.0        | 125.0        | 10           | 210.0  |
| 11   | Preecha Chiocharn (THA)     | 51.75       | 90.0         | 90.0         | 95.0         | 13           | 115.0        | 120.0        | 125.0        | 11           | 210.0  |
| 12   | Narcisco Orán (PAN)         | 51.80       | 82.5         | 87.5         | 90.0         | 17           | 110.0        | 115.0        | 115.0        | 12           | 202.5  |
| 13   | Precious McKenzie (GBR)     | 51.80       | 90.0         | 95.0         | 95.0         | 14           | 110.0        | 110.0        | 110.0        | 14           | 200.0  |
| 14   | Joanis Atanasiadis (GRC)    | 51.70       | 87.5         | 92.5         | 92.5         | 16           | 110.0        | 110.0        | 110.0        | 13           | 197.5  |
| 15   | Porfirio de León (PUR)      | 51.80       | 82.5         | 87.5         | 87.5         | 18           | 107.5        | 115.0        | 115.0        | 15           | 190.0  |
| 16   | Gustavo Quintana (COL)      | 51.50       | 80.0         | 80.0         | 80.0         | 19           | 105.0        | 112.5        | 112.5        | 16           | 185.0  |
| —    | Mustafa Abdel Halim (EGY)   | 51.95       | 85.0         | 90.0         | 90.0         | 15           | 112.5        | 112.5        | 117.5        | —            | —      |
| —    | Lajos Szűcs (HUN)           | 51.55       | 95.0         | 90.0         | 90.0         | 8            | 130.0        | 130.0        | 132.5        | —            | —      |
| —    | Takeshi Horikoshi (JPN)     | 51.65       | 100.0        | 105.0        | 105.0        | 5            | 122.5        | 122.5        | 122.5        | —            | —      |
| —    | Zygmunt Smalcerz (POL)      | 51.50       | 100.0        | 100.0        | 100.0        | —            | —            | —            | —            | —            | —      |
| —    | Rafael Ortega (DOM)         | 51.65       | 85.0         | 90.0         | 90.0         | —            | —            | —            | —            | —            | —      |
| —    | Anil Mondal (IND)           | 51.85       | 85.0         | 85.0         | 85.0         | —            | —            | —            | —            | —            | —      |
| —    | San Lázaro de la Cruz (DOM) | 51.90       | 90.0         | 90.0         | 90.0         | —            | —            | —            | —            | —            | —      |

### Fino a 56 kg.
| Pos. | Atleta                     | Peso atleta | Strappo (kg) | Strappo (kg) | Strappo (kg) | Strappo (kg) | Slancio (kg) | Slancio (kg) | Slancio (kg) | Slancio (kg) | Totale |
| Pos. | Atleta                     | Peso atleta | 1            | 2            | 3            | Pos.         | 1            | 2            | 3            | Pos.         | Totale |
| ---- | -------------------------- | ----------- | ------------ | ------------ | ------------ | ------------ | ------------ | ------------ | ------------ | ------------ | ------ |
|      | Norajr Nurikjan (BGR)      | 55.70       | 110.0        | 115.0        | 117.5        |              | 140.0        | 145.0        | 152.5        |              | 262.5  |
|      | Grzegorz Cziura (POL)      | 55.85       | 110.0        | 115.0        | 117.5        |              | 137.5        | 142.5        | 142.5        | 4            | 252.5  |
|      | Kenkichi Andō (JPN)        | 55.85       | 107.5        | 112.5        | 112.5        | 5            | 142.5        | 147.5        | 147.5        |              | 250.0  |
| 4    | Leszek Skorupa (POL)       | 56.00       | 107.5        | 107.5        | 112.5        |              | 137.5        | 137.5        | 142.5        | 5            | 250.0  |
| 5    | Imre Földi (HUN)           | 55.75       | 105.0        | 105.0        | 107.5        | 7            | 130.0        | 137.5        | 140.0        |              | 245.0  |
| 6    | Bernhard Bachfisch (FRG)   | 56.00       | 100.0        | 105.0        | 107.5        | 9            | 132.5        | 137.5        | 140.0        | 6            | 242.5  |
| 7    | Carlos Lastre (CUB)        | 54.95       | 105.0        | 110.0        | 110.0        | 6            | 135.0        | 140.0        | 140.0        | 7            | 240.0  |
| 8    | Fazlollah Dehchoda (IRI)   | 55.90       | 100.0        | 105.0        | 107.5        | 8            | 130.0        | 135.0        | 135.0        | 8            | 240.0  |
| 9    | Jean-Claude Chavigny (FRA) | 55.90       | 95.0         | 100.0        | 102.5        | 11           | 127.5        | 132.5        | 137.5        | 10           | 235.0  |
| 10   | Fejzollah Naseri (IRI)     | 55.85       | 100.0        | 100.0        | 105.0        | 13           | 132.5        | 132.5        | 135.0        | 9            | 232.5  |
| 11   | Muhammad Manzoor (PAK)     | 55.35       | 90.0         | 95.0         | 95.0         | 15           | 122.5        | 130.0        | 130.0        | 11           | 225.0  |
| 12   | Serge Stresser (FRA)       | 55.60       | 97.5         | 102.5        | 102.5        | 14           | 127.5        | 132.5        | 132.5        | 13           | 225.0  |
| 13   | Arturo del Rosario (PHI)   | 55.90       | 92.5         | 100.0        | 100.0        | 18           | 125.0        | 130.0        | 132.5        | 12           | 222.5  |
| 14   | Mahmud Maszall (EGY)       | 55.75       | 90.0         | 95.0         | 95.0         | 19           | 120.0        | 125.0        | 127.5        | 14           | 217.5  |
| 15   | Edgar Tornez (GTM)         | 55.45       | 95.0         | 100.0        | 100.0        | 16           | 120.0        | 125.0        | 125.0        | 17           | 215.0  |
| 16   | Paulo de Sene (BRA)        | 55.70       | 92.5         | 97.5         | 97.5         | 17           | 122.5        | 127.5        | 127.5        | 15           | 215.0  |
| 17   | Ezequiel Sánchez (COL)     | 55.95       | 82.5         | 87.5         | 87.5         | 20           | 122.5        | 122.5        | 130.0        | 16           | 210.0  |
| —    | Jirō Hosotani (JPN)        | 54.70       | 100.0        | 105.0        | 105.0        | 12           | 145.0        | 145.0        | 145.0        | —            | —      |
| —    | Imre Stefanovics (HUN)     | 55.55       | 102.5        | 107.5        | 107.5        | 10           | 135.0        | 135.0        | 135.0        | —            | —      |
| —    | Han Gyong-si (PRK)         | 55.95       | 110.0        | 115.0        | 115.0        | 4            | 140.0        | 140.0        | 142.5        | —            | —      |
| —    | Karel Prohl (CSK)          | 55.85       | 107.5        | 107.5        | 107.5        | —            | —            | —            | —            | —            | —      |
| —    | Yves Carignan (CAN)        | 55.80       | 102.5        | 102.5        | 102.5        | —            | —            | —            | —            | —            | —      |
| —    | Kurt Pittner (AUT)         | 55.95       | 100.0        | 100.0        | 100.0        | —            | —            | —            | —            | —            | —      |
| —    | Naftaly Parrales (NCA)     | 54.55       | 75.0         | 75.0         | —            | —            | —            | —            | —            | —            | —      |

### Fino a 60 kg.
| Pos. | Atleta                   | Peso atleta | Strappo (kg) | Strappo (kg) | Strappo (kg) | Strappo (kg) | Slancio (kg) | Slancio (kg) | Slancio (kg) | Slancio (kg) | Totale |
| Pos. | Atleta                   | Peso atleta | 1            | 2            | 3            | Pos.         | 1            | 2            | 3            | Pos.         | Totale |
| ---- | ------------------------ | ----------- | ------------ | ------------ | ------------ | ------------ | ------------ | ------------ | ------------ | ------------ | ------ |
|      | Nikolaj Kolesnikov (URS) | 59.25       | 120.0        | 125.0        | 125.0        |              | 155.0        | 160.0        | —            |              | 285.0  |
|      | Georgi Todorov (BGR)     | 58.85       | 122.5        | 127.5        | 127.5        |              | 152.5        | 152.5        | 157.5        |              | 280.0  |
|      | Kazumasa Hirai (JPN)     | 59.75       | 120.0        | 120.0        | 125.0        |              | 150.0        | 157.5        | 157.5        | 5            | 275.0  |
| 4    | Takashi Saitō (JPN)      | 59.80       | 110.0        | 110.0        | 110.0        | 9            | 145.0        | 152.5        | 152.5        |              | 262.5  |
| 5    | Eduard Weitz (ISR)       | 59.90       | 110.0        | 110.0        | 115.0        | 11           | 145.0        | 150.0        | 152.5        | 4            | 262.5  |
| 6    | Dawud Maleki (IRI)       | 59.60       | 110.0        | 115.0        | 115.0        | 5            | 140.0        | 145.0        | 147.5        | 6            | 260.0  |
| 7    | Pedro Fuentes (CUB)      | 60.00       | 112.5        | 117.5        | 117.5        | 7            | 145.0        | 150.0        | 150.0        | 8            | 257.5  |
| 8    | Om Jong-guk (PRK)        | 59.85       | 110.0        | 110.0        | 110.0        | 10           | 145.0        | 150.0        | 150.0        | 7            | 255.0  |
| 9    | Andrés Santoyo (MEX)     | 59.95       | 105.0        | 110.0        | 112.5        | 6            | 132.5        | 137.5        | 137.5        | 11           | 250.0  |
| 10   | Giuseppe Tanti (ITA)     | 59.65       | 105.0        | 110.0        | 112.5        | 8            | 137.5        | 142.5        | 142.5        | 10           | 247.5  |
| 11   | Dominique Bidard (FRA)   | 59.80       | 105.0        | 105.0        | 110.0        | 12           | 135.0        | 140.0        | 145.0        | 9            | 245.0  |
| 12   | Chua Koon Siong (SGP)    | 59.10       | 100.0        | 100.0        | 100.0        | 13           | 130.0        | 135.0        | 137.5        | 12           | 230.0  |
| 13   | Victor Daniels (GBR)     | 59.90       | 100.0        | 100.0        | 100.0        | 14           | 127.5        | 127.5        | 132.5        | 13           | 227.5  |
| —    | Antoni Pawlak (POL)      | 59.85       | 120.0        | 125.0        | 125.0        | 4            | 150.0        | 150.0        | 150.0        | —            | —      |
| —    | Todor Todorov (BGR)      | 59.55       | 120.0        | 120.0        | 120.0        | —            | —            | —            | —            | —            | —      |
| —    | Jan Łostowski (POL)      | 59.85       | 120.0        | 120.0        | 120.0        | —            | —            | —            | —            | —            | —      |
| DSQ  | Arne Norrback (SWE)      | 59.75       | 105.0        | 105.0        | 105.0        | —            | —            | —            | —            | —            | —      |

### Fino a 67,5 kg.
| Pos. | Atleta                        | Peso atleta | Strappo (kg) | Strappo (kg) | Strappo (kg) | Strappo (kg) | Slancio (kg) | Slancio (kg) | Slancio (kg) | Slancio (kg) | Totale |
| Pos. | Atleta                        | Peso atleta | 1            | 2            | 3            | Pos.         | 1            | 2            | 3            | Pos.         | Totale |
| ---- | ----------------------------- | ----------- | ------------ | ------------ | ------------ | ------------ | ------------ | ------------ | ------------ | ------------ | ------ |
|      | Petro Korol' (URS)            | 67.10       | 130.0        | 135.0        | 135.0        |              | 170.0        | 170.0        | 175.0        |              | 305.0  |
|      | Daniel Senet (FRA)            | 67.00       | 130.0        | 130.0        | 135.0        |              | 160.0        | 165.0        | 165.0        | 5            | 300.0  |
|      | Kazimierz Czarnecki (POL)     | 66.70       | 130.0        | 135.0        | 135.0        |              | 165.0        | 170.0        | 170.0        | 4            | 295.0  |
| 4    | Günter Ambraß (DDR)           | 67.10       | 125.0        | 130.0        | 130.0        | 11           | 165.0        | 170.0        | 172.5        |              | 295.0  |
| 5    | Yatsuo Shimaya (JPN)          | 66.65       | 122.5        | 127.5        | 130.0        | 6            | 160.0        | 165.0        | 167.5        |              | 292.5  |
| 6    | Tony Urrutia (CUB)            | 67.40       | 130.0        | 135.0        | 135.0        | 5            | 162.5        | 162.5        | 162.5        | 7            | 292.5  |
| 7    | Werner Schraut (FRG)          | 67.35       | 127.5        | 132.5        | 132.5        | 9            | 162.5        | 162.5        | 167.5        | 6            | 290.0  |
| 8    | Roland Chavigny (FRA)         | 67.20       | 125.0        | 130.0        | 130.0        | 4            | 150.0        | 155.0        | 157.5        | 9            | 285.0  |
| 9    | Kevin Welch-Kennedy (GBR)     | 67.15       | 127.5        | 132.5        | 132.5        | 8            | 155.0        | 155.0        | 160.0        | 8            | 282.5  |
| 10   | Walter Legel (AUT)            | 66.85       | 120.0        | 125.0        | 125.0        | 13           | 147.5        | 152.5        | 160.0        | 11           | 272.5  |
| 11   | Dan Cantore (USA)             | 67.15       | 120.0        | 125.0        | 125.0        | 14           | 152.5        | 152.5        | 157.5        | 12           | 272.5  |
| 12   | Kemal Başkır (TUR)            | 66.85       | 117.5        | 122.5        | 125.0        | 10           | 145.0        | 150.0        | 150.0        | 16           | 270.0  |
| 13   | Gottfried Langthaler (AUT)    | 67.15       | 117.5        | 117.5        | 122.5        | 18           | 145.0        | 152.5        | 152.5        | 13           | 270.0  |
| 14   | Francisco Mateos (ESP)        | 67.20       | 120.0        | 125.0        | 125.0        | 16           | 150.0        | 150.0        | 150.0        | 14           | 270.0  |
| 15   | Alan Winterbourne (GBR)       | 66.75       | 115.0        | 115.0        | 120.0        | 19           | 152.5        | 157.5        | 157.5        | 10           | 267.5  |
| 16   | Julio Martínez (PUR)          | 67.05       | 112.5        | 117.5        | 122.5        | 17           | 142.5        | 147.5        | 147.5        | 17           | 260.0  |
| 17   | Warino Lestanto (IND)         | 66.45       | 110.0        | 110.0        | 115.0        | 20           | 145.0        | 145.0        | 150.0        | 15           | 255.0  |
| 18   | Sergio Moreno (NCA)           | 63.20       | 92.5         | 100.0        | 100.0        | 21           | 125.0        | 132.5        | 132.5        | 18           | 217.5  |
| —    | Elefterios Stefanudakis (GRC) | 67.15       | 115.0        | 120.0        | 122.5        | 15           | 140.0        | 140.0        | 140.0        | —            | —      |
| —    | Yūsaku Ono (JPN)              | 67.50       | 125.0        | 130.0        | 130.0        | 12           | 160.0        | 160.0        | 160.0        | —            | —      |
| —    | Dušan Drška (CSK)             | 66.65       | 127.5        | 132.5        | 132.5        | 7            | 165.0        | 165.0        | 165.0        | —            | —      |
| —    | Phillip Sue (NZL)             | 67.35       | 117.5        | 117.5        | 117.5        | —            | —            | —            | —            | —            | —      |
| DSQ  | Zbigniew Kaczmarek (POL)      | 67.10       | 130.0        | 130.0        | 135.0        | —            | 167.5        | 172.5        | 175.0        | —            | 307.5  |

### Fino a 75 kg.
| Pos. | Atleta                    | Peso atleta | Strappo (kg) | Strappo (kg) | Strappo (kg) | Strappo (kg) | Slancio (kg) | Slancio (kg) | Slancio (kg) | Slancio (kg) | Totale |
| Pos. | Atleta                    | Peso atleta | 1            | 2            | 3            | Pos.         | 1            | 2            | 3            | Pos.         | Totale |
| ---- | ------------------------- | ----------- | ------------ | ------------ | ------------ | ------------ | ------------ | ------------ | ------------ | ------------ | ------ |
|      | Jordan Mitkov (BGR)       | 74.40       | 145.0        | 145.0        | 150.0        |              | 182.5        | 190.0        | 190.0        |              | 335.0  |
|      | Vardan Militosyan (URS)   | 74.80       | 145.0        | 145.0        | 150.0        |              | 185.0        | 185.0        | 192.5        |              | 330.0  |
|      | Peter Wenzel (DDR)        | 74.75       | 140.0        | 150.0        | 150.0        |              | 182.5        | 187.5        | 187.5        |              | 327.5  |
| 4    | Wolfgang Hübner (DDR)     | 74.40       | 137.5        | 142.5        | 145.0        | 4            | 172.5        | 177.5        | 177.5        | 4            | 320.0  |
| 5    | Arvo Ala-Pöntiö (FIN)     | 74.65       | 137.5        | 142.5        | 142.5        | 8            | 177.5        | 177.5        | 182.5        | 5            | 315.0  |
| 6    | András Stark (HUN)        | 75.00       | 140.0        | 145.0        | 145.0        | 7            | 175.0        | 180.0        | 182.5        | 7            | 315.0  |
| 7    | Ondrej Hekel (CSK)        | 74.65       | 140.0        | 145.0        | 145.0        | 5            | 165.0        | 172.5        | 177.5        | 8            | 312.5  |
| 8    | Daniel Zayas (CUB)        | 74.65       | 135.0        | 140.0        | 142.5        | 6            | 170.0        | 177.5        | 177.5        | 10           | 310.0  |
| 9    | Norbert Bergmann (FRG)    | 74.65       | 125.0        | 130.0        | 132.5        | 12           | 177.5        | 177.5        | 182.5        | 6            | 310.0  |
| 10   | Klaus Groh (FRG)          | 74.65       | 137.5        | 137.5        | 142.5        | 9            | 170.0        | 175.0        | 175.0        | 11           | 307.5  |
| 11   | Fred Lowe (USA)           | 74.80       | 127.5        | 132.5        | 135.0        | 10           | 165.0        | 165.0        | 170.0        | 9            | 305.0  |
| 12   | Robert Kabbas (AUS)       | 74.00       | 127.5        | 127.5        | 132.5        | 15           | 165.0        | 170.0        | 177.5        | 12           | 297.5  |
| 13   | Mehdi Attar-Aszrafi (IRI) | 73.45       | 125.0        | 130.0        | 130.0        | 13           | 165.0        | 165.0        | 175.0        | 13           | 295.0  |
| 14   | Christian Kinck (FRA)     | 74.85       | 130.0        | 130.0        | 130.0        | 14           | 155.0        | 160.0        | 160.0        | 15           | 285.0  |
| 15   | Malik Arszad (PAK)        | 74.60       | 117.5        | 117.5        | 122.5        | 16           | 160.0        | 160.0        | 167.5        | 14           | 282.5  |
| —    | János Komjáti (HUN)       | 74.65       | 135.0        | 135.0        | 140.0        | 11           | 170.0        | 170.0        | 170.0        | —            | —      |
| DSQ  | Dragomir Cioroslan (ROU)  | 74.85       | 137.5        | 142.5        | 145.0        | —            | 177.5        | 182.5        | 182.5        | —            | 320.0  |

### Fino a 82,5 kg.
| Pos. | Atleta                  | Peso atleta | Strappo (kg) | Strappo (kg) | Strappo (kg) | Strappo (kg) | Slancio (kg) | Slancio (kg) | Slancio (kg) | Slancio (kg) | Totale |
| Pos. | Atleta                  | Peso atleta | 1            | 2            | 3            | Pos.         | 1            | 2            | 3            | Pos.         | Totale |
| ---- | ----------------------- | ----------- | ------------ | ------------ | ------------ | ------------ | ------------ | ------------ | ------------ | ------------ | ------ |
|      | Valerij Šarij (URS)     | 81.70       | 157.5        | 162.5        | 162.5        |              | 192.5        | 197.5        | 202.5        |              | 365.0  |
|      | Trendafil Stojčev (BGR) | 81.90       | 157.5        | 162.5        | 165.0        |              | 192.5        | 197.5        | 202.5        |              | 360.0  |
|      | Péter Baczakó (HUN)     | 82.40       | 152.5        | 157.5        | 160.0        |              | 187.5        | 200.0        | 200.0        | 5            | 345.0  |
| 4    | Nikos Iliadis (GRC)     | 82.30       | 145.0        | 150.0        | 152.5        | 5            | 185.0        | 190.0        | 190.0        | 4            | 340.0  |
| 5    | Juhani Avellan (FIN)    | 82.45       | 145.0        | 150.0        | 150.0        | 7            | 185.0        | 185.0        | 197.5        | 6            | 330.0  |
| 6    | Stefan Jacobsson (SWE)  | 81.85       | 140.0        | 147.5        | 152.5        | 6            | 170.0        | 177.5        | 177.5        | 10           | 317.5  |
| 7    | Sueo Fujishiro (JPN)    | 81.00       | 140.0        | 145.0        | 145.0        | 8            | 170.0        | 172.5        | 177.5        | 9            | 312.5  |
| 8    | Gerd Kennel (FRG)       | 81.70       | 135.0        | 140.0        | 140.0        | 10           | 177.5        | 182.5        | 182.5        | 7            | 312.5  |
| 9    | Erling Johansen (DNK)   | 81.80       | 137.5        | 137.5        | 137.5        | 9            | 170.0        | 175.0        | 175.0        | 11           | 307.5  |
| 10   | Samuel Bigler (USA)     | 82.15       | 130.0        | 137.5        | 137.5        | 12           | 173.5        | 177.5        | 182.5        | 8            | 307.5  |
| 11   | Pablo Justiniani (PAN)  | 82.50       | 125.0        | 130.0        | 132.5        | 13           | 160.0        | 165.0        | 170.0        | 12           | 295.0  |
| 12   | Mehmet Suvar (TUR)      | 79.50       | 132.5        | 137.5        | 137.5        | 11           | 160.0        | 160.0        | 165.0        | 13           | 292.5  |
| —    | Ferenc Antalovics (HUN) | 82.30       | 147.5        | 152.5        | 155.0        | 4            | 182.5        | 182.5        | 185.0        | —            | —      |
| —    | Rolf Milser (FRG)       | 81.65       | 155.0        | —            | 157.5        | —            | 200.0        | 205.0        | 210.0        |              | —      |
| —    | Pierre St. Jean (CAN)   | 81.10       | 150.0        | 150.0        | 150.0        | —            | —            | —            | —            | —            | —      |
| —    | Leif Jenssen (NOR)      | 82.05       | 160.0        | 160.0        | 160.0        | —            | —            | —            | —            | —            | —      |
| DSQ  | Blagoj Blagoev (BGR)    | 81.75       | 157.5        | 162.5        | 167.5        | —            | 190.0        | 195.0        | 200.0        | —            | 362.5  |

### Fino a 90 kg.
| Pos. | Atleta                          | Peso atleta | Strappo (kg) | Strappo (kg) | Strappo (kg) | Strappo (kg) | Slancio (kg) | Slancio (kg) | Slancio (kg) | Slancio (kg) | Totale |
| Pos. | Atleta                          | Peso atleta | 1            | 2            | 3            | Pos.         | 1            | 2            | 3            | Pos.         | Totale |
| ---- | ------------------------------- | ----------- | ------------ | ------------ | ------------ | ------------ | ------------ | ------------ | ------------ | ------------ | ------ |
|      | David Rigert (URS)              | 89.35       | 165.0        | 165.0        | 170.0        |              | 202.5        | 212.5        | 212.5        |              | 382.5  |
|      | Lee James (USA)                 | 88.50       | 152.5        | 160.0        | 165.0        |              | 190.0        | 190.0        | 197.5        |              | 362.5  |
|      | Atanas Šopov (BGR)              | 89.70       | 155.0        | 160.0        | 160.0        | 6            | 200.0        | 205.0        | 210.0        |              | 360.0  |
| 4    | György Rehus-Uzor (HUN)         | 89.10       | 157.5        | 157.5        | 162.5        | 4            | 192.5        | 192.5        | 192.5        | 4            | 350.0  |
| 5    | Peter Petzold (DDR)             | 89.25       | 152.5        | 152.5        | 157.5        | 7            | 192.5        | 200.0        | 200.0        | 5            | 345.0  |
| 6    | Alberto Blanco (CUB)            | 90.00       | 152.5        | 152.5        | 155.0        | 9            | 192.5        | 192.5        | 197.5        | 6            | 345.0  |
| 7    | Yvon Coussin (FRA)              | 89.80       | 147.5        | 152.5        | 155.0        | 8            | 175.0        | 175.0        | 180.0        | 11           | 332.5  |
| 8    | Guðmundur Sigurðsson (ISL)      | 89.80       | 145.0        | 150.0        | 150.0        | 13           | 187.5        | 187.5        | 187.5        | 7            | 332.5  |
| 9    | Gary Langford (GBR)             | 89.05       | 140.0        | 145.0        | 147.5        | 11           | 180.0        | 180.0        | 185.0        | 9            | 327.5  |
| 10   | Jean-Pierre Van Lerberghe (BEL) | 89.45       | 150.0        | 155.0        | 155.0        | 10           | 177.5        | 182.5        | 182.5        | 12           | 327.5  |
| 11   | Brian Marsden (NZL)             | 89.80       | 132.5        | 137.5        | 142.5        | 17           | 180.0        | 185.0        | 192.5        | 8            | 322.5  |
| 12   | Rudolf Hill (AUT)               | 89.75       | 140.0        | 145.0        | 145.0        | 15           | 180.0        | 180.0        | 187.5        | 10           | 320.0  |
| 13   | Ken Price (GBR)                 | 89.15       | 137.5        | 142.5        | 142.5        | 16           | 170.0        | 170.0        | 175.0        | 13           | 307.5  |
| —    | Rolf Larsen (NOR)               | 89.35       | 140.0        | 140.0        | 145.0        | 14           | 180.0        | 180.0        | 180.0        | —            | —      |
| —    | Chrīstos Iakōvou (GRC)          | 89.55       | 155.0        | 160.0        | 160.0        | 5            | 192.5        | 192.5        | 192.5        | —            | —      |
| —    | Michel Broillet (SUI)           | 89.90       | 165.0        | 165.0        | 170.0        |              | 197.5        | 197.5        | 197.5        | —            | —      |
| —    | Jaakko Kailajärvi (FIN)         | 88.90       | 145.0        | 155.0        | 150.0        | 12           | —            | —            | —            | —            | —      |
| —    | Sergej Poltorackij (URS)        | 89.60       | 162.5        | 162.5        | 162.5        | —            | —            | —            | —            | —            | —      |
| DSQ  | Phil Grippaldi (USA)            | 88.80       | 145.0        | 150.0        | 155.0        | —            | 197.5        | 205.0        | 210.0        | —            | 355.0  |

### Fino a 110 kg.
| Pos. | Atleta                     | Peso atleta | Strappo (kg) | Strappo (kg) | Strappo (kg) | Strappo (kg) | Slancio (kg) | Slancio (kg) | Slancio (kg) | Slancio (kg) | Totale |
| Pos. | Atleta                     | Peso atleta | 1            | 2            | 3            | Pos.         | 1            | 2            | 3            | Pos.         | Totale |
| ---- | -------------------------- | ----------- | ------------ | ------------ | ------------ | ------------ | ------------ | ------------ | ------------ | ------------ | ------ |
|      | Jurij Zajcev (URS)         | 107.95      | 165.0        | 170.0        | 170.0        | 4            | 215.0        | 215.0        | 220.0        |              | 385.0  |
|      | Krăstju Semerdžiev (BGR)   | 109.15      | 165.0        | 170.0        | 170.0        |              | 210.0        | 215.0        | 220.0        |              | 385.0  |
|      | Tadeusz Rutkowski (POL)    | 109.00      | 162.5        | 167.5        | 170.0        |              | 210.0        | 215.0        | 217.5        | 4            | 377.5  |
| 4    | Pierre Gourrier (FRA)      | 107.30      | 152.5        | 157.5        | 162.5        | 10           | 207.5        | 215.0        | 215.0        |              | 372.5  |
| 5    | Jürgen Ciezki (DDR)        | 109.65      | 162.5        | 167.5        | 167.5        | 6            | 210.0        | 217.5        | 217.5        | 5            | 372.5  |
| 6    | Javier González (CUB)      | 107.05      | 160.0        | 165.0        | 165.0        | 7            | 200.5        | 205.0        | 207.5        | 7            | 365.0  |
| 7    | Leif Nilsson (SWE)         | 109.95      | 157.5        | 165.0        | 165.0        | 12           | 207.5        | 215.0        | 217.5        | 6            | 365.0  |
| 8    | Rudolf Strejček (CSK)      | 108.85      | 162.5        | 162.5        | 167.5        | 5            | 200.0        | 207.5        | 207.5        | 9            | 362.5  |
| 9    | Russ Prior (CAN)           | 109.65      | 155.0        | 162.5        | 167.5        |              | 195.0        | 207.5        | 207.5        | 12           | 362.5  |
| 10   | Taito Haara (FIN)          | 109.45      | 160.0        | 165.0        | 165.0        | 9            | 200.0        | 210.0        | 210.0        | 10           | 360.0  |
| 11   | Lennart Dahlgren (SWE)     | 99.25       | 150.0        | 155.0        | 160.0        | 13           | 195.0        | 200.0        | 205.0        | 8            | 355.0  |
| 12   | Gary Drinnon (USA)         | 109.80      | 152.5        | 157.5        | 157.5        | 14           | 192.5        | 200.0        | 205.0        | 11           | 352.5  |
| 13   | Vinzenz Hörtnagl (AUT)     | 107.55      | 155.0        | 160.0        | 165.0        | 8            | 190.0        | 190.0        | 190.0        | 16           | 350.0  |
| 14   | John Burns (GBR)           | 107.35      | 157.5        | 162.5        | 162.5        | 11           | 190.0        | 195.0        | 195.0        | 15           | 347.5  |
| 15   | Rory Barrett (NZL)         | 109.85      | 150.0        | 155.0        | 155.0        | 16           | 187.5        | 192.5        | 200.0        | 13           | 342.5  |
| 16   | Robert Santavy (CAN)       | 100.40      | 140.0        | 147.5        | 152.5        | 17           | 190.0        | 197.5        | 200.0        | 14           | 337.5  |
| 17   | Huszang Kargarnedżad (IRI) | 108.65      | 142.5        | 147.5        | 147.5        | 18           | 180.0        | 190.0        | 195.0        | 17           | 322.5  |
| —    | Ali Vali (IRI)             | 104.15      | 135.0        | 140.0        | 140.0        | 19           | 192.5        | 192.5        | 192.5        | —            | —      |
| —    | Stephen Wyatt (AUS)        | 104.15      | 145.0        | 150.0        | 150.0        | 15           | 195.0        | 195.0        | 195.0        | —            | —      |
| —    | Brian Strange (GBR)        | 109.95      | 155.0        | 155.0        | 155.0        | —            | —            | —            | —            | —            | —      |
| DSQ  | Valentin Hristov (BGR)     | 109.45      | 170.0        | 175.0        | 180.0        | —            | 220.0        | 225.0        | —            | —            | 400.0  |
| DSQ  | Mark Cameron (USA)         | 107.10      | 162.5        | 167.5        | 167.5        | —            | 212.5        | 217.5        | 222.5        | —            | 375.0  |

### Oltre i 110 kg.
| Pos. | Atleta                  | Peso atleta | Strappo (kg) | Strappo (kg) | Strappo (kg) | Strappo (kg) | Slancio (kg) | Slancio (kg) | Slancio (kg) | Slancio (kg) | Totale |
| Pos. | Atleta                  | Peso atleta | 1            | 2            | 3            | Pos.         | 1            | 2            | 3            | Pos.         | Totale |
| ---- | ----------------------- | ----------- | ------------ | ------------ | ------------ | ------------ | ------------ | ------------ | ------------ | ------------ | ------ |
|      | Vasilij Alekseev (URS)  | 156.80      | 175.0        | 180.0        | 185.0        |              | 233.0        | 255.0        | —            |              | 440.0  |
|      | Gerd Bonk (DDR)         | 151.30      | 165.0        | 170.0        | 172.5        |              | 222.5        | 227.5        | 235.0        |              | 405.0  |
|      | Helmut Losch (DDR)      | 110.65      | 160.0        | 160.0        | 165.0        | 4            | 212.5        | 222.5        | 222.5        | 4            | 387.5  |
| 4    | Ján Nagy (CSK)          | 137.00      | 160.0        | 167.5        | 167.5        | 6            | 222.5        | 227.5        | 230.0        |              | 387.5  |
| 5    | Bruce Wilhelm (USA)     | 147.30      | 167.5        | 172.5        | 172.5        |              | 215.0        | 220.0        | —            | 5            | 387.5  |
| 6    | Gerardo Fernández (CUB) | 122.15      | 160.0        | 165.0        | 167.5        | 5            | 200.0        | 210.0        | 210.0        | 6            | 365.0  |
| 7    | Bob Edmond (AUS)        | 127.20      | 150.0        | 157.5        | 162.5        | 7            | 190.0        | 200.0        | 200.0        | 7            | 347.5  |
| 8    | Jan-Olof Nolsjö (SWE)   | 117.70      | 152.5        | 152.5        | 157.5        | 8            | 185.0        | 192.5        | 192.5        | 8            | 347.5  |
| 9    | Sam Walker (USA)        | 115.15      | 142.5        | —            | —            | 9            | 182.5        | —            | —            | 9            | 325.0  |
| —    | Jouko Leppä (FIN)       | 152.15      | 160.0        | 160.0        | 160.0        | —            | —            | —            | —            | —            | —      |
| DSQ  | Petr Pavlásek (CSK)     | 159.20      | 167.5        | 172.5        | 177.5        | —            | 215.0        | 220.0        | 220.0        | —            | 387.5  |